# Álgebra de Virasoro
El álgebra de Virasoro es una forma de álgebra de Lie compleja, dada como extensión central del campo vectorial de los polinomios complejos sobre la circunferencia unitaria; esta álgebra toma su nombre del físico argentino Miguel Ángel Virasoro (1940-2021).
Las álgebras de Virasoro han sido ampliamente usadas en teoría de cuerdas.

## Definición
El álgebra de Virasoro es una cobertura lineal de los elementos: 

{\displaystyle L_{i}} para {\displaystyle i\in \mathbf {Z} },

con:

{\displaystyle L_{n}+L_{-n}}

etc, que son todos elementos reales. Cada uno es un elemento central, una carga central. El álgebra de Virasoro satisface las siguientes dos propiedades:

{\displaystyle [c,L_{n}]=0,\qquad {\text{y}}\ \quad [L_{m},L_{n}]=(m-n)L_{m+n}+c{\frac {1}{12}}(m^{3}-m)\delta _{m+n}}

con:
1. El factor 1/12 es debido exclusivamente a una cuestión de convención.
2. El símbolo {\displaystyle \delta _{m+n}=0} si {\displaystyle m+n\neq 0} y {\displaystyle \delta _{m+n}=1} si {\displaystyle m+n=0};

se observa entonces que la relación:

{\displaystyle [L_{m},L_{n}]=(m-n)L_{m+n}+{\frac {c}{12}}(m^{3}-m)\delta _{m+n}}

puede ser expresada en términos del símbolo de Kronecker {\displaystyle \delta _{m+n,0}}:

{\displaystyle [L_{m},L_{n}]=(m-n)L_{m+n}+{\frac {c}{12}}(m^{3}-m)\delta _{m+n,0}}

## Extensión de la explicación
El álgebra de Virasoro es desarrollada por los elementos

{\displaystyle L_{i}} para {\displaystyle i\in \mathbf {Z} }

y el elemento c. Entonces se tiene que 

{\displaystyle L_{n}+L_{-n}}

y c son elementos reales. c es el elemento central y se lo denomina carga central. El álgebra definida a través de conmutadores satisface:

{\displaystyle [c,L_{n}]=0}, y {\displaystyle [L_{m},L_{n}]=(m-n)L_{m+n}+{\frac {c}{12}}(m^{3}-m)\delta _{m,-n},}

donde el factor {\displaystyle 1/12} es una convención. El álgebra de Virasoro es la extensión central del Álgebra de Witt de campos vectoriales polinómicos complejos en el círculo.
El tensor de energía-momento de la teoría de cuerdas obedece el álgebra de Virasoro, ya que comprende los generadores del grupo conforme de la hoja de universo. Más precisamente, obedece las relaciones de conmutación de dos copias del álgebra de Virasoro. Esto se debe a que el grupo conforme se descompone en difeomorfismos separados del cono de luz futuro y pasado. La invariancia ante difeomorfismos de la hoja de universo implica adicionalmente que el tensor de energía momento se hace nulo. Esto se conoce como la "condición de Virasoro" o "restricción de Virasoro", y en la versión cuántica de la teoría, esta restricción solo puede aplicarse a los estados físicos de la teoría (acorde a la cuantificación Gupta-Bleuler).

## Generalizaciones
Existen dos extensiones supersimétricas (con N = 1) del álgebra de Virasoro, llamadas respectivamente: álgebra de Neveu-Schwarz y álgebra de Ramond. En efecto, estas dos teorías son similares a aquella del álgebra de Virasoro.
El álgebra de Virasoro es una extensión central del álgebra de Lie meromórfa de campos vectoriales sobre una superficie de Riemann de género 0  que es holomorfa excepto en dos puntos fijos. I.V. Krichever, y S.P. Novikov (año 1987) encontraron una extensión central del álgebra de Lie meromórfa de campos vectoriales sobre una superficie de Riemann compacta de género mayor que es holomórfa excepto en dos puntos fijos, y M. Schlichenmaier (año 1993) extendió este el caso de más de dos puntos.

El álgebra de Virasoro también tiene álgebra vértex (o vértice algebraica) y álgebra conformada de homólogos, que provienen básicamente de la organización de todos los elementos de la base en la generación de series y de trabajar con objetos individuales. No es sorprendente que reciban el nombre de vértex de Virasoro y álgebras de conformación Virasoro, respectivamente.

## Representaciones teóricas
Una representación de menor peso del álgebra de Virasoro es una representación generada por un vector v que es anulado por {\displaystyle L_{i}} para {\displaystyle i\geq 1}, y es un vector propio de {\displaystyle L0} y {\displaystyle c}. Las letras {\displaystyle h} y {\displaystyle c} se utilizan generalmente para los valores propios de {\displaystyle L_{0}} y {\displaystyle c} en {\displaystyle v}. (La misma letra {\displaystyle c} se utiliza para el elemento {\displaystyle c} del álgebra de Virasoro y su valor propio.) Para cada par de números complejos {\displaystyle h} y {\displaystyle c} hay una única irreductible representación de más bajo de peso con estos valores propios.

Una representación de más bajo peso se llama unitaria si tiene un efecto positivo del producto interno definido de tal manera que el adjunto de {\displaystyle Ln} es {\displaystyle L-n}. La irreductible representación más baja de peso con valores propios  h y c es unitaria si y sólo si c≥1 y h≥0, ó c es uno de los valores:

{\displaystyle c=1-{6 \over m(m+1)}=0,\quad 1/2,\quad 7/10,\quad 4/5,\quad 6/7,\quad 25/28,\ldots }

- para m = 2, 3, 4,.... y h es uno de los valores

{\displaystyle h=h_{r,s}(c)={((m+1)r-ms)^{2}-1 \over 4m(m+1)}}
- para r = 1, 2, 3,..., m−1 y s= 1, 2, 3,..., r.
- para m = 2, 3, 4,.... y h es uno de los valores
- para r = 1, 2, 3,..., m -1 y s = 1, 2, 3,..., r. Daniel Friedan, Qiu Zongan, y Stephen Shenker (1984) demostraron que estas condiciones son necesarias, y Peter Goddard, Kent Adrian y David Olive (1986) utilizaron la construcción coset o construcción GKO (la identificación de las representaciones unitarias del álgebra de Virasoro en productos tensoriales de las representaciones unitarias de las afines álgebras de Kac-Moody ) para mostrar que son suficientes. Las representaciones unitarias irreducibles de más bajo peso con c< 1 se denominan representaciones en serie discreta del álgebra de Virasoro. Estos son casos especiales de las representaciones con m = q/(p−q), 0<r<q, 0< s<p para p y q enteros primos entre sí, y r y s enteros, llamado modelos mínimos y fueron estudiados por primera vez por Belavin et al. (1984).

La primera serie discreta de pocas representaciones están dadas por:
- m = la representación trivial 2: c = 0, h = 0.
- m = 3: c = 1/2, h = 0, 1/16, 1/2. Estas tres representaciones se relacionan con el modelo de Ising
- m = 4: c = 7/10. h = 0, 3/80, 1/10, 7/16, 3/5, 3/2. Estas 6 representaciones están relacionadas con la crítica al modelo de Ising.
- m = 5: c = 4/5. Hay 10 representaciones, que están relacionadas con el 3-estado del modelo de Potts..
- m = 6: c = 6/7. Hay 15 representaciones, que están relacionadas con el tri-estado crítico del modelo de Potts.

Las representaciones de más bajo peso que no son irreductibles se puede leer en la fórmula determinante de Kac, que establece que el factor determinante del producto interno invariante en el grado h + N está dado por pieza del módulo de menor peso, con valores propios c y h

{\displaystyle A_{N}\prod _{1\leq r,s\leq N}(h-h_{r,s}(c))^{p(N-rs)}}

... Esto fue declarado por V. Kac (1978), (véase también Kac y Raina, 1987) y cuya primera prueba publicada fue dada por Feigin y Fuks (1984). (La función p(N) es la función de partición, y AN es una constante) la máxima representación reducible de peso son las representaciones con h y c dado en términos de m, c y h por las fórmulas anteriores, excepto que m no se limita a ser un número entero ≥ 2 y puede ser cualquier número distinto de 0 y 1, y r y s pueden ser de cualquier número entero positivo. Este resultado fue utilizado por Feigin y Fuks para encontrar a los caracteres de todas las representaciones de peso más irreductible.

## Historia
El álgebra de Witt (que suele ser definida como el álgebra de Virasoro sin la extensión de central) fue descubierta por É. Cartan en el año 1909. Sus análogos en los campos finitos fueron estudiados por Ernst Witt alrededor de la década de 1930. La extensión del centro del álgebra de Witt que da el álgebra de Virasoro fue encontrada por primera vez (en la característica p > 0) por R.E. Block (año 1966, página 381) e independientemente redescubierta (en la característica 0) por I.M. Gelfand y D.B. Fuchs (año 1968). Virasoro (año 1970) escribió algunos operadores de la generación del álgebra Virasoso mientras estudiaba los modelos de doble resonancia, aunque no encontró en esas fechas la extensión central. La extensión de central fue redescubierta en física, poco después por J.H.Weis, según Brower y Thorn (año 1971, nota a pie de página 167).